# Fluorid kryptonatý
Fluorid kryptonatý (KrF2) je anorganická sloučenina složená z kryptonu a fluoru. Jedná se o první popsanou sloučeninu kryptonu. Za standardních podmínek to je bezbarvá těkavá pevná látka. Molekula KrF2 je lineární, délka vazby Kr−F činí 188,9 pm. KrF2 reaguje se silnými Lewisovými kyselinami za vzniku solí kationtů KrF+ a Kr 
2 F +
3 .
Atomizační energie KrF2 (KrF2(g) → Kr(g) + 2F(g)) je 91,7 kJ/mol a průměrná energie vazby Kr–F pouze 46 kJ/mol, což je nejmenší známá hodnota u jakéhokoliv izolovatelného fluoridu; v molekule fluoru (F2) je energie vazby přibližně 150 kJ/mol. KrF2 je tak dobrým zdrojem vysoce reaktivního a oxidujícího atomárního fluoru. Je tepelně nestabilní, při pokojové teplotě se za hodinu rozloží asi z 10 %.
Fluorid kryptonatý je endotermní sloučenina, jeho slučovací teplo má při 93 °C hodnotu 60±3 kJ/mol.

## Příprava
Fluorid kryptonatý lze připravit mnoha způsoby, mezi ně patří elektrický výboj, fotoionizace, použití horkého drátu a bombardování protony. Produkt lze skladovat při −78 °C aniž by se rozkládal.

### Elektrický výboj
Využití elektrického výboje bylo první metodou použitou k přípravě fluoridu kryptonatého a též při jediném experimentu, při kterém byl oznámen vznik fluoridu kryptoničitého, jehož identifikace však byla později zpochybněna. Při této metodě se používá směs F2 a Kr v poměru 1:1 až 2:1 za tlaku 5 až 8 kPa, kdy je mezi elektrodami dostatek energie. Lze dosáhnout rychlosti tvorby KrF2 až okolo 0,25 g/h. Nevýhodou tohoto postupu je nízká výtěžnost.

### Bombardování protony
Příprava KrF2 pomocí protonového bombardování může probíhat rychlostí až přibližně 1 g/h. Provádí se bombardováním směsi Kr a F2 svazkem protonů s energiemi 10 MeV při teplotě okolo 133 K. Jedná se o rychlý způsob získání poměrně velkých množství KrF2, ovšem je při něm nutný zdroj částic α, obvykle cyklotron.

### Fotochemická reakce
Fotochemickou syntézu fluoridu kryptonatého popsala Lucia V. Streng v roce 1963 a poté v roce 1975 J. Slivnik. Fotochemický proces přípravy KrF2 využívá ultrafialové záření a za dobrých podmínek lze pomocí něj dosáhnout rychlosti 1,22 g/h. Nejvhodnější vlnové délky jsou od 303 do 313 nm. Tvrdší ultrafialové záření podukci snižuje. Reakce probíhá nejlépe za podmínek, kdy je krypton pevná látka a fluor kapalina, čemuž odpovídá 77 K. Tento postup má nevýhodu v podobě nutnosti skladování kapalného F2 a jeho možného úniku při příliš vysokých tlacích.

### Horký drát
Příprava fluoridu kryptonatého pomocí horkého drátu využívá pevný krypton a horký drát umístěný několik centimetrů od něj; plynný fluor proudí kolem drátu. Tímto drátem probíhá velký elektrický proud, který jej zahřívá na přibližně 680 °C, což způsobuje tvorbu fluorových radikálů, které poté reagují s kryptonem. Za vhodných podmínek lze takto získat až 6 g/h. K dosažení co nejvyšší výtěžnosti by vzdálenost drátu od pevného kryptonu měla být 1 cm, kdy se vytvoří teplotní gradient o hodnotě okolo 900 °C/cm. Hlavní nevýhodou tohoto postupu je velké množství elektrického proudu, které musí projít drátem. Při nedostatečném zajištění může být tento postup nebezpečný.

## Struktura

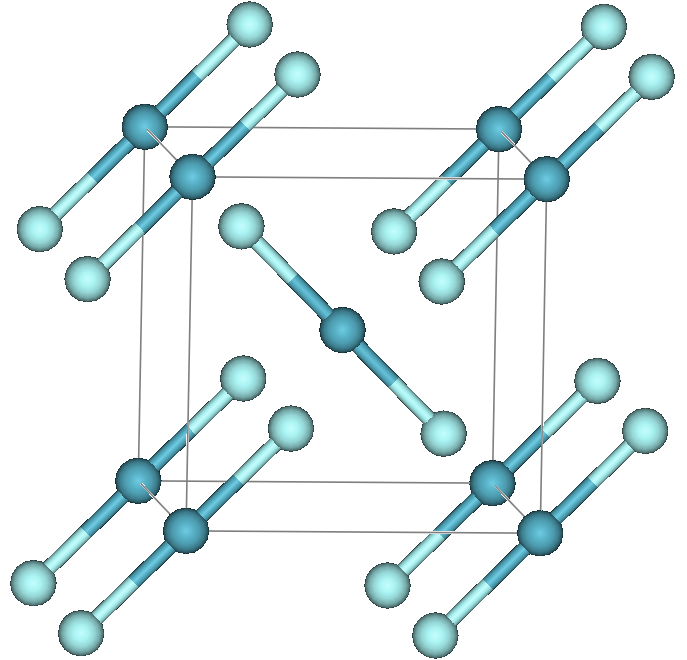
β-KrF_{2}

Fluorid kryptonatý má dvě krystalické podoby: fázi α a fázi β. β-KrF2 se vyskytuje při teplotách nad −80 °C a α-KrF2 je stabilnější pod touto mezí. Elementární buňka α-KrF2 je tetragonální.

## Chemické vlastnosti
Fluorid kryptonatý je silné oxidační a fluorační činidlo, například oxiduje zlato do nejvyššího u tohoto prvku známého oxidačního čísla +5. Je dokonce silnější než elementární fluor, protože vazba Kr–F má menší energii než F–F; redoxní potenciál reakce reakce KrF2/Kr je +3,5 V, díky čemuž je fluorid kryptonatý nejsilnějším známým fluoračním činidlem, i když se předpokládá že KrF4 by měl být silnější:
7 KrF2 (g) + 2 Au (s) → 2 KrF+AuF −
6  (s) + 5 Kr (g)
KrF+AuF −
6  se při teplotě 60 °C rozkládá na fluorid zlatičný, krypton a fluor:
KrF+AuF −
6  → AuF5 (s) + Kr (g) + F2 (g)
KrF2 může také oxidovat xenon na fluorid xenonový:
3 KrF2 + Xe → XeF6 + 3 Kr
KrF2 lze použít na přípravu kationtu BrF +
6 . KrF2 reaguje s SbF5 za tvorby soli KrF+SbF −
6 ; kation KrF+ dokáže zoxidovat BrF5 na BrF +
6  a ClF5 na ClF +
6 .
KrF2 oxiduje stříbro do oxidačního stavu +3, reakcí s elementárním stříbrem nebo s fluoridem stříbrným (AgF) vzniká AgF3.
Působením záření gama na krystalický fluorid kryptonatý při 77 K se tvoří fialově zbarvený radikál KrF•, jenž byl identifikován pomocí spektroskopie elektronové spinové rezonance. Radikál zachycený v krystalové mřížce má při 77 K, ovšem při 120 K se rozkládá.